# Siegbert Goldschmidt
Siegbert Goldschmidt (* 25. September 1874 in Berlin, Deutsches Reich; † 13. Februar 1938 in Berlin-Charlottenburg) war ein deutscher Unternehmer im Berliner Unterhaltungssektor, Kinobetreiber, Kino-Dirigent und Stummfilmkomponist.

## Leben und Wirken
Siegbert Goldschmidt hatte ein Hochschulstudium absolviert und mit einem Doktorgrad abgeschlossen. Über seine frühen Jahre ist nicht viel bekannt, offensichtlich knüpfte er bereits zu Beginn des 20. Jahrhunderts Kontakte zur bis dahin kaum entwickelten Kinematographie und filmte an der Seite von Gustav Schönwald als Schauspieler. In der ausgehenden Kaiserzeit machte er sich vor allem einen Namen als Kinobetreiber, so befanden sich beispielsweise die Berliner Lichtspielstätten „Parade-Theater“ und (seit 1909 die Neugründung) „Union-Theater“ in seinem Besitz. Im Ersten Weltkrieg wirkte er bei mehreren Kinofilmen (u. a. bei Fräulein Leutnant, Carl und Carla, Der Barbier von Filmersdorf, Die große Wette, Fritzis toller Einfall, Adamants letztes Rennen und Die Erzkokette) als Dirigent, zu einem zentralen deutschen Film des Jahres 1916 komponierte Goldschmidt darüber hinaus die Kinomusik: Den Sechsteiler Homunculus, ein Frühwerk des Phantastischen Films. Unmittelbar nach Kriegsende avancierte Goldschmidt zu einem der rührigsten Unternehmer des Berliner Unterhaltungsgewerbes der noch jungen Weimarer Republik: Von 1919 bis 1924 leitete er als Direktor das Marmorhaus am Kurfürstendamm, eines der bedeutendsten Lichtspieltheater der deutschen Hauptstadt. 
Im Marmorhaus fanden in der Ägide Goldschmidts einige der wichtigsten Filmpremieren jener Jahre statt, darunter auch 1920 die Uraufführung von Robert Wienes legendärem Leinwandklassiker Das Cabinet des Dr. Caligari. Einen großen Beitrag zum guten Ruf und Erfolg des Marmorhauses leisteten die neue Maßstäbe der Plakatmalerei setzenden Kinoplakatentwürfe Josef Fennekers, die sich rasch als eine eigene Kunstform etablierten. In dieser Hochphase seiner geschäftlichen Erfolge erwarb Siegbert Goldschmidt 1920 mit dem Kinopionier Alfred Duskes den Luna-Park, Berlins größtes Vergnügungsetablissement. Doch die Zeit der Hyperinflation und einhergehende massive ökonomische Unsicherheiten ließen den Stern des Unternehmers ebenso rasch wieder sinken wie er aufgegangen war. Goldschmidts Marmorhaus-Ära endete am 4. November 1924 in Anwesenheit eines Gerichtsvollzieher und der Polizei: „Krankheit, Verschwendungssucht, Vertragsverletzungen gegenüber der Ufa sowie Mietrückstände“ hatten das Marmorhaus und Goldschmidt in den Abgrund getrieben. Seitdem hörte man kaum mehr etwas über den einst so erfolgsverwöhnten Kinobetreiber. Seit 1933 weitgehend kaltgestellt, starb der Jude Siegbert Goldschmidt Anfang 1938 an einem Schlaganfall.

## Filmografie
- 1914: Fräulein Leutnant (als Dirigent)
- 1915: Carl und Carla (als Dirigent)
- 1915: Der Barbier von Filmersdorf (als Dirigent)
- 1916: Die große Wette (als Dirigent)
- 1916: Fritzis toller Einfall (als Dirigent)
- 1916: Hoffmanns Erzählungen (als Dirigent)
- 1916: Homunculus (als Dirigent und Komposition)
- 1916: Adamants letztes Rennen (als Dirigent)
- 1917: Die Erzkokette (als Dirigent)